# کارلوس بلیکسن
کارلوس بلیکسن (انگلیسی: Carlos Blixen؛ زادهٔ december ۲۷, ۱۹۳۶ (۸۸ سال)) ورزشکار بسکتبال اهل اروگوئه است.
وی در مسابقات کشوری و بین‌المللی در مجموع برندهٔ ۱ مدال برنز شده‌است.